# MGIMO

MGIMO (2017)

MGIMO (viết tắt tiếng Nga: МГИМО) là tên viết tắt của Đại học Quốc gia Quan hệ Quốc tế Mát-xcơ-va (tiếng Nga: Московский государственный институт международных отношений). Đây là một trường đại học của Bộ Ngoại giao Liên bang Nga, đồng thời là một trung tâm đào tạo sau đại học và nghiên cứu.
MGIMO giữ vai trò nòng cốt trong hệ thống giáo dục đại học Nga và đào tạo cán bộ cho Bộ ngoại giao Liên bang Nga. Nhiều sinh viên tốt nghiệp trường này đã trở thành nhà bác học, nhà doanh nghiệp và nhà chính trị nổi tiếng.

## Lịch sử
MGIMO được thành lập ngày 14 tháng 10 năm 1944 khi Hội đồng Dân ủy Liên Xô tổ chức lại Khoa Quan hệ Quốc tế của Đại học Quốc gia Moskva thành trường đại học riêng biệt.
Năm 1944: có 200 sinh viên bắt đầu học tại MGIMO.
Năm 1946 sinh viên từ nước ngoài bắt đầu học tại MGIMO.
Từ năm 1994 MGIMO trở thành trường đại học tổng hợp.
Hiện nay khoảng 5.000 sinh viên nước Nga và 64 nước khác học tại MGIMO.

## Xếp hạng
MGIMO chiếm vị trí thứ 345 trong bảng xếp hạng QS quốc tế và vị trí thứ 37 trong bảng xếp hạng môn học QS “Khoa học Chính trị”, nằm trong số 200 trường đại học tốt nhất thế giới ở các hạng mục “Ngôn ngữ hiện đại”, “Luật học” và “Ngôn ngữ học”, đồng thời nằm trong top 300 ở các hạng mục chủ đề như “Lịch sử”, “Kinh tế và Kinh tế lượng”, “Khoa học xã hội và Quản lý”, “Nhân văn”. 
Trong bảng xếp hạng quốc gia RAEX về tầm ảnh hưởng của các trường đại học Nga, MGIMO đứng thứ ba trong số các trường dẫn đầu trong việc hình thành giới tinh hoa Nga và quyền lực trong giới trẻ.

## MGIMO đối với Việt Nam
MGIMO được coi là cái nôi đào tạo những thế hệ cán bộ ngoại giao, ngoại thương, luật pháp, nhà báo của Việt Nam. Nhiều sinh viên Việt Nam từng học tập tại MGIMO khi trở về Việt Nam đã trở thành cán bộ nắm giữ nhiều vị trí quan trọng trong bộ máy nhà nước. Một số cựu sinh viên Việt Nam nổi tiếng của MGIMO: 
Nguyên Phó Thủ tướng Vũ Khoan 
Nguyên Bộ trưởng Bộ Tư pháp Hà Hùng Cường
Đại sứ Việt Nam tại Liên bang Nga Đặng Minh Khôi 
Tại MGIMO hiện có 14 Du học sinh Việt Nam đang học tập, sinh sống gồm các sinh viên du học theo diện học bổng Hiệp định Chính phủ Việt Nam - Liên bang Nga, các sinh viên người Việt sinh ra tại Nga. Hiện du học sinh Việt Nam tại MGIMO đa phần học chương trình Cử nhân, tập trung đông tại khoa Quan hệ Quốc tế, ngoài ra còn có các sinh viên theo học tại khoa Báo chí Quốc tế, Kinh tế Quốc tế,... 

## Ban Lãnh đạo sinh viên Việt Nam tại MGIMO
Các sinh viên tham gia vào Ban Lãnh đạo sinh viên Việt Nam tại MGIMO là các du học sinh có tín nhiệm cao trong cơ sở, có lý lịch và kết quả học tập tốt, đảm bảo công tác, nhiệm vụ. 

### Giai đoạn 2022 - 2023
Đồng chí Trần Mai Tuấn Phong - Bí thư Ban Chấp hành Chi đoàn MGIMO 
Đồng chí Lê Đức Thành - Phó Bí thư Ban Chấp hành Chi đoàn MGIMO
Đồng chí Nguyễn Vũ Minh Hoàng - Đơn vị trưởng DHS Việt Nam tại MGIMO
Đồng chí Hà Ngọc Khánh Linh - Phó Đơn vị trưởng DHS Việt Nam tại MGIMO
Đồng chí Vũ Đức Kiên - Uỷ viên Ban Đại diện Đơn vị DHS Việt Nam tại MGIMO

### Giai đoạn 2023 - 2024
Đồng chí Trần Mai Tuấn Phong - Đơn vị trưởng DHS Việt Nam tại MGIMO
Đồng chí Lê Chi Mai - Phó Đơn vị trưởng DHS Việt Nam tại MGIMO
Đồng chí Phạm Khánh Diệu Nhi - Bí thư Ban Chấp hành Chi đoàn MGIMO 
Đồng chí Trần Hải Nam - Phó Bí thư Ban Chấp hành Chi đoàn MGIMO, Uỷ viên Ban Đại diện Đơn vị DHS Việt Nam tại MGIMO
Ban Lãnh đạo sinh viên Việt Nam tại MGIMO đóng vai trò quan trọng trong công tác học tập, sinh hoạt và hoạt động ngoại khoá của sinh viên. Ban cũng đóng vai trò quan trọng, nòng cốt trong việc tổ chức Ngày Văn hoá Việt Nam tại MGIMO - sự kiện được tổ chức thường niên tại trường bắt đầu từ năm 2015. 